# 新学乡
新学乡为中国四川省武胜县下辖乡，位于武胜县西南部，面积21.5平方公里，人口17829人。乡人民政府驻新学场，距县城沿口镇11公里。2019年12月，撤销新学乡，将其所属行政区域划归万隆镇管辖。

## 历史沿革
唐宋为龙泉镇地；清属德清里兴学场；光绪三年(1911年)更名新学场；民国废场设新学乡。

## 地理
新学面积21.5平方公里，与本县清平、中心、华封、龙女、万隆，以及重庆市合川区的燕窝等镇交界。地势东北方向高，西南方向低，地属浅丘陵，境内最高是锅粑塞，海拔381米，最低是鸦堡，海拔235米，全乡年平均气温17.8℃，雨量充沛，年均降雨量1010毫米，无霜期320天。全乡总耕地面积13099亩，其中田7920亩，土5179亩。全乡土质属棱沙泥，红石骨。

## 行政区划
现辖新学、永安、万洞桥、胜台、合众、石栏、新坝、团结、罗湾、新华、新泉等11个村，共计115个村民小组：
新学村、永安村、万洞桥村、胜台村、合众村、石栏村、新坝村、团结村、罗湾村、新华村和新泉村。

## 人口
有人口17829人，其中农业人口17537人，以汉族为主。人口出生率7.2‰，人口自然增长率2‰。

## 交通
境内有万洞桥至中心镇公路一条，北部有沿（沿口）兴（兴隆）路一条，四条村级公路。

## 教育
新学初中、新学小学和村小12所。